# Saint-Cyr-en-Val

Saint-Cyr-en-Val este o comună în departamentul Loiret din centrul Franței. În 1 ianuarie 2022 avea o populație de 3.430 de locuitori.